# Zeuxipe
Según la mitología griega, Zeuxipe (en griego antiguo Ζευξίππη) es el nombre de varias heroínas, de las cuales algunas pertenecen a la estirpe de los Erecteidas del Ática y pudieran ser variantes del mismo personaje. 
- La primera Zeuxipe es mencionada por Apolodoro, aparece en la genealogía cecrópida. Se dice que Pandión casó con Zeuxipe, hermana de su madre, y tuvo dos hijas, Procne y Filomela, e hijos gemelos, Erecteo y Butes.[1] Praxítea, la hermana de Zeuxipe y esposa de Erictonio de Atenas, es mencionada como «una ninfa náyade» pero no se especifica quiénes eran sus padres.[2]

- Otra Zeuxipe era hija del dios fluvial Erídano, que discurre por tierras áticas. Higino nombra en su lista de argonautas a Butes, y lo hace hijo de Teleonte y de Zeuxipe.[3] Apolonio también nombra a Butes en su lista de argonautas pero obvia su filiación materna.[4]

- Una tercera es mencionada por Pausanias en la estirpe de Sición. Era la hija del rey Lamedonte y su esposa Feneo, hija de Clitio. Laomedonte convino en casar a Zeuxipe con Sición, el héroe epónimo de la ciudad, con el que tuvo una hija, Ctonófile. De nuevo la vinculación de Zeuxipe con las tierras áticas se hace presente pues el propio autor nos ofrece una variante en donde el propio Sición es hijo de Metión y nieto de Erecteo o bien Sición es hijo directamente de Erecteo según Hesíodo.[5]

- La cuarta es citada por Diodoro en su estirpe argiva. Dice que Melampo, quien recibió un tercio del reino de Argos (estando las otras dos partes en manos de Biante y Megapentes), casó con Ifianira, hija de Megapentes. De éstos nació Antífates, que se desposó con Zeuxipe, hija de Hipoconte. Y de éstos nació Oícles y también Anfalces.[6]

- Se dice que una quinta Zeuxipe, citada en un escolio, fue hija de Atamante (pero no se menciona la consorte). Se dice que tuvo de Apolo a Ptoo, epónimo de un monte de Beocia.[7]

- Una sexta Zeuxipe, también citada en un escolio, la nombra como uno de los posibles nombres entre los que se barajan para la esposa del rey troyano Laomedonte.[8] Nótese la vinculación de Laomedonte con Lamedonte, antes citado.